# ويليام ويلر ثورنتون
ويليام ويلر ثورنتون (بالإنجليزية: William Wheeler Thornton)‏ هو قاضي ومحامي أمريكي، ولد في 27 يونيو 1851، وتوفي في 31 يناير 1932.